# Zimbabwaans cricketelftal (mannen)
Het Zimbabwaans cricketelftal is het nationale cricketteam van Zimbabwe. Het is een van de beste landen ter wereld. Het is het negende land dat, in 1992, de status van testnatie kreeg. 

## Historie
Zimbabwe werd door Zuid-Afrika vertegenwoordigd, tot de onafhankelijkheid in 1980. Op 21 juli 1981, werd het land een 'geassocieerd lid' van de International Cricket Council. Vanaf 1983 werd er aan alle WK's meegedaan. Omdat Zimbabwe toen nog geen teststatus had, mocht wel worden meegedaan aan de ICC Trophy. Dit belangrijke toernooi werd telkens gewonnen. Sinds het de teststatus heeft, mocht het tot en met 2014 niet meer mee doen. Sinds een aantal jaren fungeert de Trophy als laatste stap in de kwalificatie voor het wereldkampioenschap en moest Zimbabwe als zwakkere testnatie meedoen. Het miste de kwalificatie waardoor het in 2019 voor het eerst op een wk ontbrak.
In de eerste testwedstrijden stelde Zimbabwe teleur, maar tijdens de eendagswedstrijden was het een sterk land, vooral gerespecteerd door het 'fielden'. Speler Andy Flower werd in de jaren '90 beschouwd als de beste batsman van de wereld.

## Resultaten op internationale toernooien

### Wereldkampioenschap
| 1975-1979 · Geen lid van de ICC 1983 · Eerste ronde 1987 · Eerste ronde 1992 · Eerste ronde | 1996 · Eerste ronde 1999 · Tweede ronde 2003 · Tweede ronde 2007 · Eerste ronde | 2011 · Eerste ronde 2015 · Eerste ronde 2019 · Niet gekwalificeerd |

### Wereldkampioenschap Twenty20
| 2007 · Eerste ronde 2009 · Teruggetrokken | 2010 · Eerste ronde 2012 · Eerste ronde | 2014 · Eerste ronde 2016 · Eerste ronde |

### Wereldkampioenschap testcricket
| 2021 · Niet gekwalificeerd |

### Overige belangrijke toernooien
| ICC Champions Trophy | ICC World Cup Qualifier (ICC Trophy)                                                                                          | Gemenebestspelen     |
| --- | --- | -------------------- |
| - 1998: Eerste ronde - 2000: Kwartfinale - 2002: Eerste ronde - 2004: Eerste ronde - 2006: Voorronde - 2009: Niet gekwalificeerd - 2013: Niet gekwalificeerd - 2017: Niet gekwalificeerd | - 1979: Geen ICC-lid - 1982: Winnaar - 1986: Winnaar - 1990: Winnaar - 1994-2014: Direct voor WK gekwalificeerd - 2018: Derde | - 1998: Eerste ronde |